# 페터 옐레
페터 카를 옐레(독일어: Peter Karl Jehle, 1982년 1월 22일 ~ )는 리히텐슈타인의 전 축구 선수로, 과거 골키퍼로 활약하였다.

## 같이 보기
- A매치 100경기 이상 출전한 축구 선수 명단